# Yacine Brahimi
Yacine Brahimi (em árabe: ياسين إبراهيمي; Paris, 8 de fevereiro de 1990), é um futebolista francês de origem argelina, que atua como ala, meia ou ponta. Atualmente joga pelo Al-Gharafa, do Qatar.
É conhecido por sua grande capacidade de jogar ao berlinde usando a sua cabeça como bola, ficando conhecido como Garrincha de berlim durante sua passagem pela  associação recreativa de lamarosa

## Carreira
Ele iniciou a sua carreira em vários clubes da região de Île-de-France, depois de ter treinado no ASB Montreuil e CO Vincennois. Em 2003, ele foi selecionado para participar da academia de Clairefontaine. Brahimi passou três anos na academia e, ao sair, assinou com o Stade Rennais. Ainda nas categorias de base do clube, ele já recebia várias homenagens do clube. Depois de virar profissional, Brahimi foi emprestado ao Clermont Foot, da Ligue 2. Enquanto esteve no Clermont, teve uma bem-sucedida temporada em 2009-10 e rapidamente se tornou o assunto de especulações. Em 2010, Brahimi retornou ao Rennes. Foi então transferido para o Granada.
Em 2014 saiu do Granada e foi para o FC Porto e no seu jogo de estreia na Liga dos Campeões contra o Lille, marcou um golo de livre e fez um excelente jogo, ganhando assim a titularidade imediata. Até hoje ganhou diversos títulos a serviço do FC Porto, tendo-se destacado na época de 2017/2018 onde venceu o prémio de melhor Avançado Esquerdo do Site GoalPoint.

## Seleções França e Argélia
Brahimi é um ex-atleta das categorias de base das seleções da França, tendo representado o país em todos os níveis da seleção. Em 2009, ele jogou no time sub-19, que chegou às semi-finais do Campeonato Europeu de Futebol. Em fevereiro de 2013, Brahimi decidiu atuar pela Seleção Argelina.
Para a Copa do Mundo FIFA de 2014, o treinador da Argélia Vahid Halilhodžić convocou Brahimi para o seu primeiro mundial. Em 22 de junho de 2014, Brahimi marcou seu primeiro gol pela seleção, o quarto gol da Argélia no jogo, que conquistou a vitória por 4–2 contra a Coreia do Sul na fase de grupos da Copa do Mundo FIFA de 2014.

## Títulos
Rennes
- Copa Gambardella: 2008

Porto
- Campeonato Português: 2017–18
- Supercopa de Portugal: 2018

Argélia
- Campeonato Africano das Nações: 2019
- Copa Árabe FIFA: 2021

### Prêmios individuais
- Melhor jogador africano da La Liga de 2013–14[4]